# Hylaeus aterrimus
Hylaeus aterrimus là một loài Hymenoptera trong họ Colletidae. Loài này được Friese mô tả khoa học năm 1911.